# Ernest Douwes Dekker
Ernest François Eugène Douwes Dekker (Pasoeroean, Nederlands-Indië (thans Indonesië), 8 oktober 1879 – Bandoeng, Indonesië, 28 augustus 1950) was een Indisch-Nederlandse journalist, publicist, schrijver, politiek activist en onderwijzer. Hij was de kleinzoon van Jan Douwes Dekker, een broer van Eduard Douwes Dekker (de schrijver Multatuli). Zijn moeder was Louise Margaretha Neumann, een Indo-Europese (Indische Nederlander) van Duits-Javaanse afkomst en familie van de vulkanoloog Maur Neumann van Padang.
Zijn medestanders duidden hem veelal aan met de afkorting D.D. of Nes. Zelf koos hij op latere leeftijd, in 1947, op politieke gronden de naam Danoedirdja Setiaboeddhi. Onder die naam werd hij in 1961 geëerd als Nationale held van Indonesië.

## Leven en werk

### Vroege conflicten
Na zijn hbs-opleiding in Soerabaja en Batavia vond Ernest Douwes Dekker in 1897 emplooi op een koffieplantage bij het Oost-Javaanse Malang. Zijn protest tegen de behandeling van de werknemers leidde tot zijn ontslag, waarop hij werknemer werd op een suikerfabriek bij Kraksaan, eveneens op Oost-Java. Ook deze baan raakte hij kwijt; zijn eigen lezing van het gebeurde was dat zijn protesten tegen onrecht hem ditmaal niet alleen in conflict hadden gebracht met zijn werkgever, maar ook met de autoriteiten.

### Zuid-Afrika
In 1899 vertrok Douwes Dekker naar Zuid-Afrika om in de Tweede Boerenoorlog mee te vechten tegen de Britten. Hij werd in 1900 Zuid-Afrikaans staatsburger en werd in hetzelfde jaar gevankelijk naar Ceylon gevoerd. In 1903 lieten de Britten hem vrij.

### Journalistiek
D.D. keerde naar Java terug en werd journalist bij het dagblad De Locomotief uit Semarang. Ook is hij redacteur geweest van Het Bataviaasch Nieuwsblad. In 1909 maakte hij een reis naar Europa, bij zijn terugkeer op Java stichtte hij in 1911 het tweewekelijkse blad Het Tijdschrift en in 1912 het dagblad De Expres. In deze tijd was hij ook voorzitter van de Indische Partij.

### Uitzetting
Opnieuw reisde hij naar Europa, werd bij zijn terugkeer in 1913 gearresteerd, en werd op grond van de zogenoemde "exorbitante rechten" waarover de gouverneur-generaal van de kolonie beschikte, voor de keuze gesteld: hetzij internering (binnen Nederlands-Indië, maar buiten Java), hetzij externering (de kolonie verlaten). Hij reisde met zijn eveneens verbannen medestanders Tjipto Mangoenkoesoemo en Soewardi Soerjaningrat naar Nederland, maar was in 1914 in Zwitserland, deed koeriersdiensten voor Brits-koloniale nationalisten, werd in Hongkong gearresteerd en overgebracht naar Singapore.

### Latere jaren
Douwes Dekker mocht in 1918 terug naar Nederlands-Indië. In 1920 onderging hij een jaar preventieve hechtenis, in 1922 werd hij onderwijzer (later schoolhoofd), aan lagere en middelbare scholen in Bandoeng. In 1941, nog voordat de Tweede Wereldoorlog ook Nederlands-Indië trof, werd hij opnieuw gearresteerd, omdat hij de Japanners informatie zou hebben verschaft. Ditmaal werd hij naar Kamp Jodensavanne in Suriname gedeporteerd, waar hij bevriend raakte met Rolf Breier. Nadat hij 1946 naar Nederland was overgebracht, vluchtte hij terug naar Indonesië en werd parlementslid en Minister van Staat voor de onafhankelijkheidsstrijders in het kabinet-Sjahrir III.
Tijdens de tweede politionele actie werd hij in 1948 nog eenmaal door de Nederlanders gearresteerd en in 1949 vrijgelaten. Ernest Douwes Dekker overleed in 1950, acht maanden na de soevereiniteitsoverdracht.

## Politieke carrière

### Radicalisering
Tijdens het eerste decennium van de 20e eeuw geraakte Douwes Dekker tot een radicale afwijzing van het kolonialisme, en kwam hij steeds dichter bij het opkomend Indisch nationalisme te staan (zie hieronder).
Dit vond zijn grond enerzijds in de ethische richting, die juist in die periode de Nederlands-Indische politiek domineerde. Deze richting is achteraf op zeer uiteenlopende, elkaar zelfs uitsluitende, manieren gekarakteriseerd. Zeker is echter dat zij oog had voor het lot van de "Indonesiërs" - een benaming die ook in die tijd al in gebruik was. Zij werd daarin versterkt door de vele vormen van eenheidsdenken die rond de eeuwwisseling in, maar ook buiten Europa dominant waren.
Anderzijds maakte Douwes Dekker deel uit van de tussengroep der Indo-Europeanen, die noch tot de autochtone Indonesiërs, noch tot de "volbloed"-Hollanders behoorden; ook die ongemakkelijke tussenpositie heeft bijgedragen tot zijn radicalisering. Tegelijkertijd zag hij die tussenpositie ook als een brugpositie, en van die brugpositie was hijzelf wellicht de beste exponent. Als geen andere Indo-Europeaan had hij contacten met autochtone Indonesiërs, en het is hem ook steeds gelukt zijn acties op de hunne af te stemmen. In zijn optiek was iedereen die aan de ontwikkeling van het land wilde bijdragen, "Indiër", een categorie waartoe hij nadrukkelijk zowel de autochtone Indonesiërs als de Indo-Europeanen rekende. Hij zette verenigingen van Indo-Europeanen ertoe aan hun deuren te openen voor Indonesiërs. Om de nadruk te leggen op autochtonie hield hij voor Indo-Europeanen een toespraak in het Maleis, hetgeen tot dan toe volstrekt ongebruikelijk was geweest.

### Multatuli
In mindere mate werd hij aanvankelijk beïnvloed door Max Havelaar, het grote werk van zijn oudoom. Toen echter in 1908 zijn roman Siman de Javaan verscheen (zie bibliografie), bleek die invloed inmiddels te hebben postgevat. Siman de Javaan is niettemin als roman minder geslaagd; de uitgever prees het aan als een nieuwe Douwes Dekker, maar belichtte daarmee ongewild het verschil in kwaliteit tussen dit boek en Max Havelaar. De roman, die snel uitverkocht raakte, is veeleer van belang uit politiek oogpunt: als aanklacht tegen het kolonialisme. De vele reacties die het boek uitlokte, zowel gunstige als afwijzende, richtten zich ook voornamelijk op de politieke boodschap, en minder op de literaire kwaliteit ervan.
In 1939 schreef E. du Perron een voorwoord voor de herdruk van het boek, maar door de Wereldoorlog is die tweede druk er niet meer gekomen. Du Perrons voorwoord verscheen in 1959 in zijn Verzameld Werk.

### Nationalisme
In 1908 vormde een aantal Indonesiërs, medisch studenten die elkaar ten huize van Douwes Dekker plachten te ontmoeten, de vereniging Boedi Oetomo, algemeen gezien als het begin van het Indonesisch nationalisme. De doelstelling bleef echter (onder druk van het Nederlands gezag) goeddeels beperkt tot de culturele ontwikkeling van land en volk, en dit was Douwes Dekker niet radicaal genoeg. Daarom richtte hij in 1912 samen met de Indonesiërs Tjipto Mangoenkoesoemo en Ki Hadjar Dewantara de Indische Partij op, die zich de onafhankelijkheid van Indonesië ten doel stelde. Hij lanceerde de leus Indië los van Holland. De partij kreeg niet de gehoopte brede aanhang; alleen Indo-Europeanen steunden haar. Niettemin zagen de autoriteiten in haar een bedreiging van de openbare orde, en ze werd in 1913 verboden.
Die visie was niet ongegrond. In hetzelfde jaar was door Indonesiërs de Sarekat Islam opgericht en prompt verboden. Dit had in zoverre een averechtse uitwerking dat de toestroom tot D.D.'s Indische Partij erdoor aanzwol. Overigens zou de Sarekat Islam later weer worden toegelaten en nog een rol van betekenis spelen.

### De Indische Universiteits-Vereeniging
De opleidingsmogelijkheden in Nederlands-Indië waren beperkt. Wie na de middelbare school een universitaire opleiding wilde volgen, moest naar Nederland. Wel bestonden er opleidingen van iets lager niveau: de STOVIA (School tot Opleiding van Indische Artsen) en de Inlandse Rechtsschool. Een technische opleiding was in het vooruitzicht gesteld.
Douwes Dekker vatte het plan op om al deze opleidingen samen te brengen in een universiteit op Indonesische bodem, hetgeen in de verhoudingen van die tijd alleen maar kon betekenen: op Javaanse bodem. In 1910 werd daartoe de Indische Universiteits-Vereeniging opgericht. Het bedrijfsleven bleek bereid gelden te doneren, maar de overheid nam een afwijzend standpunt in. Uiteindelijk resulteerden de inspanningen van de vereniging erin dat de Technische Hogeschool te Bandoeng werd gesticht: 3 juli 1920.

### Een nieuwe partij
Na het intermezzo met de Britskoloniale nationalisten (zie Leven en werk) wilde Douwes Dekker in 1918 zijn politieke activiteiten in Nederlands-Indië hervatten. Inmiddels was de nationalistische beweging echter geradicaliseerd, terwijl de Indo-Europeanen zich hadden verenigd in het Indo-Europeesch Verbond, waarvan de denkbeelden hoegenaamd niets gemeen hadden met Douwes Dekkers opvattingen. Hij stichtte de Nationaal Indische Partij, die bij een staking betrokken raakte; dit was de aanleiding tot Dekkers gevangenneming in 1920.

### Terugtreden en politieke terugkeer
Daarmee waren Douwes Dekkers politieke activiteiten voorlopig ten einde. Zijn nationalistische denkbeelden kwamen nog wel tot uiting in zijn geschiedenisboekjes (zie Bibliografie) en in zijn samenwerking met Japanners (zie Leven en werk), maar het politieke toneel betrad hij pas weer in 1947, als parlementariër en als kabinetslid onder premier Soetan Sjahrir. Na zijn oproep in hetzelfde jaar aan de Indo-Europeanen om de kant van de Indonesiërs te kiezen, trok hij zelf de consequentie door zijn naam te veranderen in Danoedirdja Setiaboeddhi. Hij werd moslim en ging Indonesisch gekleed. Tegen het eind van zijn leven kwam de soevereiniteitsoverdracht op 27 december 1949.
Douwes Dekker ligt begraven in zijn woonplaats Bandoeng, en wordt door Indonesiërs geëerd als vrijheidsstrijder. De voormalige en lange Dagoweg te Bandung is medio 1990 te zijner herinnering herbenoemd als Jalan Setiabudi (in de moderne spelling).